# Olympique Lyonnais 1997-1998
Questa voce raccoglie le informazioni riguardanti l'Olympique Lyonnais nelle competizioni ufficiali della stagione 1997-1998.

## Maglie e sponsor
Lo sponsor tecnico per la stagione 1997-1998 è Adidas, mentre lo sponsor ufficiale è Sodexho.
| Manica sinistra · Manica sinistra · Maglietta · Maglietta · Manica destra · Manica destra · Pantaloncini · Pantaloncini · Calzettoni |

## Rosa
| N. |                    | Ruolo | Calciatore          |
| -- | ------------------ | ----- | ------------------- |
| 1  | Francia (bandiera) | P     | Grégory Coupet      |
| 16 | Francia (bandiera) | P     | Jean-Claude Nadon   |
| 2  | Francia (bandiera) | D     | Ghislain Anselmini  |
| 17 | Francia (bandiera) | D     | Patrice Carteron    |
| 15 | Francia (bandiera) | D     | Christophe Delmotte |
| 4  | Francia (bandiera) | D     | Florent Laville     |
| 24 | Francia (bandiera) | D     | Cédric Uras         |
| 5  | Polonia (bandiera) | C     | Jacek Bąk           |
| 25 | Francia (bandiera) | C     | Christian Bassila   |
| 27 | Francia (bandiera) | C     | Daniel Bravo        |
| 13 | Francia (bandiera) | C     | Hubert Fournier     |

| N. |                    | Ruolo | Calciatore        |
| -- | ------------------ | ----- | ----------------- |
| 10 | Francia (bandiera) | C     | Ludovic Giuly     |
| 22 | Francia (bandiera) | C     | David Linarès     |
| 6  | Francia (bandiera) | C     | Reynald Pedros    |
| 18 | Francia (bandiera) | C     | Philippe Violeau  |
| 9  | Francia (bandiera) | A     | Cédric Bardon     |
| 14 | Francia (bandiera) | A     | Alain Caveglia    |
| 7  | Francia (bandiera) | A     | Christophe Cocard |
| 8  | Francia (bandiera) | A     | Frédéric Fouret   |
| 21 | Camerun (bandiera) | A     | Joseph-Désiré Job |
| 20 | Mali (bandiera)    | A     | Frédéric Kanouté  |